# هنري أمير بروسيا (1862–1929)
هاينريش أمير بروسيا (بالألمانية: Albert Wilhelm Heinrich)‏ (14 أغسطس 1862 – 20 أبريل 1929) إحدى الأشقاء الأصغر للإمبراطور الألماني فيلهلم الثاني وأميرًا لبروسيا. وكان أيضًا حفيد الملكة فيكتوريا. بصفته ضابطًا في البحرية، شغل هاينريش عدة مناصب في البحرية الإمبراطورية الألمانية ووصل في نهاية المطاف إلى منصب الأميرال الأعلى وجنرال مفتش في البحرية.

## سيرة حياته
ولد الأمير هاينريش في برلين، وكان الابن الثالث والولد الثاني من بين 8 أولاد ولدوا لأمير التاج فريدرش فيلهلم (لاحقًا الإمبراطور فريدرش الثالث)، ولفيكتوريا أميرة بريطانيا وإمبراطورة ألمانيا (الإمبراطورة فيكتوريا وفي مدة الترمل الإمبراطورة فريدرش)، التي كانت الابنة الأكبر للملكة البريطانية فيكتوريا. كان هاينريش يصغر شقيقه بثلاث سنوات، الذي كان الإمبراطور المستقبلي فيلهلم الثاني (ولد في 27 يناير من عام 1859). وولد في اليوم نفسه الذي ولد فيه سلفه ملك بروسيا فريدرش فيلهلم الأول، «الملك الجندي».
بعد التحاقه بالمدرسة الداخلية في كاسل، التي غادرها في المرحلة الإعدادية في عام 1877، دخل هاينريش الذي كان يبلغ من العمر 15 عامًا برنامج الطلبة العسكريين في البحرية الإمبراطورية، اشتمل تعلميه البحري على رحلة حول العالم دامت عامين (منذ عام 1878 حتى عام 1880) وعلى امتحان ضباط البحرية (سيأوفيزيرهاوبتبروفونغ) في شهر أكتوبر من عام 1880، والتحق بالأكاديمية البحرية الألمانية (منذ عام 1884 حتى عام 1886).

### مناصب قيادية باكرة
بصفته أميرًا إمبراطوريًا، تمكن هاينريش بسرعة من الوصول إلى مناصب قيادية. ففي عام 1887، قاد في الوقت نفسه قارب طوربيد وأول فرقة قوارب طوربيد، وقاد في عام 1888 اليخت الإمبراطوري إس إم واي هوهينزوليرن، ومنذ عام 1889 حتى عام 1890 قاد الطراد المحمي إس إم إس إيرين، وسفينة الدفاع الساحلي بيوولف والمدرعة ساتشسين وبارجة ما قبل المدرعات فورت.

### قيادة الأساطيل
منذ العام 1897، قاد الأمير هاينريش العديد من قوى المهام البحرية، وكان من بين هذه أسطول مرتجل شارك إلى جانب أسطول شرق آسيا في تعزيز السيطرة الألمانية على إقليم كياوتشوف وميناء تسينغاتو في عام 1898 وتأمينها. كان نجاح الأمير ضمن المجال الدبلوماسي أكثر مما كان في المجال العسكري، وأصبح أول حاكم أوروبي يُستقبل في البلاط الإمبراطوري الصيني. في عام 1899 أصبح بصورة رسمية قائد أسطول شرق آسيا، وفي وقت لاحق قائدًا لسفينة رئيسية وفي عام 1903 قائدًا للمحطة البحرية في بحر البلطيق. منذ عام 1906 حتى عام 1909، كان هاينريش قائدًا لأسطول أعالي البحار. وفي عام 1909، رقي إلى رتبة أميرال أعلى.

### الحرب العالمية الأولى
مع بداية الحرب العالمية الأولى، سمي الأمير هاينريش قائدًا عامًا لأسطول البلطيق. وعلى الرغم من أن الوسائل التي وفرت له كانت أقل بكثير من إمكانيات الأسطول الروسي في بحر البلطيق، نجح هاينريش، حتى ثورة عام 1917، في إبعاد القوات البحرية الروسية ووضعها في حالة دفاعية وأعاق محاولاتهم في شن هجمات على الساحل الألماني. بعد نهاية الأعمال الحربية مع روسيا، انتهت مهمة الأمير هاينريش وانتهمت خدمته الفعلية. مع نهاية الحرب وتفكك ملكية ألمانيا، خرج الأمير هاينريش من البحرية.

## الأسرة
في 24 من شهر مايو من عام 1888، تزوج هاينريش الأميرة إيرين ابنة لودفيغ الرابع دوق هسن والراين الأكبر وخالته أليس أميرة المملكة المتحدة، حضر الزواج والده الإمبراطور الألماني فريدرش الثالث، الذي كان يحتضر ووالدته الإمبراطورة. أنجب الثنائي 3 أولاد.
| الاسم                                               | الميلاد        | الوفاة         | ملاحظات                                                               |
| الأمير فالديمار فيلهلم لودفيغ فريدرش فيكتور هاينريش | 20 مارس 1889   | 2 مايو 1945    | تزوج أميرة ليبيه-بيسترفيلد كاليكستا، لم يترك ذرية                     |
| فيلهلم فيكتور كارل أوغست هاينريش سيغيسموند          | 27 نوفمبر 1896 | 14 نوفمبر 1978 | تزوج أميرة ساكس-ألتنبيرغ شارلوت، ترك ذرية                             |
| هاينريش فيكتور لودفيغ فريدرش                        | 9 يناير 1900   | 26 فبراير 1904 | كان مصابًا بالهيموفيليا وتوفي عن عمر 4 سنوات بعد تعرضه لإصابة في الرأس |

أصيب ابنيهما فالديمار وهينريش بالهيموفيليا، وهو مرض ورثاه عن إيرين من الجدتين من ناحية الأم لوالديهما الملكة فيكتوريا التي كانت ناقلة وراثية.

## شخصيته وحياته الخاصة
تلقى هاينريش إحدى شهادات الطيار في ألمانيا، واعتبر بحارًا ممتازًا ونشيطًا. وكان شديد الاهتمام بالتكنولوجيا الحديثة وكان قادرًا على أن يفهم بسرعة القيمة العملية للابتكارات التكنولوجية. بصفته محبًا للإبحار باليخوت، أصبح الأمير هاينريش واحدًا من أوائل أعضاء نادي كيل لليخوت، الذي تأسس على أيدي مجموعة من ضباط البحرية في عام 1887، وبات في غضون فترة قصيرة مديرًا للنادي.
كان لدى هاينريش اهتمام بالسيارات أيضًا وثمة أقاويل عن أنه ابتكر مساحة زجاج أمامي، ووفقًا لمصادر أخرى، فإنه قد اخترع أيضًا آلة التنبيه.
تكريمًا لهاينريش، أسست مسابقة برينز هينريش فاهرت (مسابقة الأمير هاينريش) في عام 1908، التي كانت شأنها شأن سباقات كايسربريس الأولى أساس سباق ألمانيا الكبير. قدم هاينريش وشقيقه فيلهلم دعمًا لكايسرليشر أوتوموبيل كلوب (نادي السيارات الإمبراطوري). منذ عام 1911 حتى عام 1914 أنتجت شركة فوكسهول موتورز المصنعة للسيارات موديل سيارة، سي 10، أطلق عليه اسم «فوكسهول برينس هاينريش» تكريمًا له بعد أن كان قد صُمم الموديل في البداية للمشاركة في سباق العام 1911.
في أعقاب الثورة الألمانية، عاش هاينريش مع عائلته في هيميلمارك على مقربة من إكرنفورده في شلسفيغ هولشتاين. وواصل مشاركته في رياضات المحركات والإبحار وحتى في سن متقدم كان متسابقًا ناجحًا بشدة في سباقات القوارب. ونشر تقليد ارتداء قبعة الأمير هاينريش، التي ما تزال ترتدى حتى اليوم ولا سيما من قبل البحارة الأكبر سنًا.    
في عام 1899، تلقى هاينريش دكتوراه فخرية (دكتوراه فخرية في الهندسة) من الجامعة التقنية في برلين. وتلقى أيضًا العديد من التكريمات المشابهة في دول أجنبية، من بينها دكتوراه فخرية (في تدريس القانون) من جامعة هارفارد في شهر مارس من عام 1902 خلال زيارة قام بها للولايات المتحدة الأمريكية.
توفي الأمير هاينريش إثر إصابته بسرطان الحنجرة، وهو سبب وفاة والده أيضًا، في هيميلمارك في 20 أبريل من عام 1929. ورسم جورج بوروغس توري لوحه له.

## المسيرة المهنية في البحرية وترقيه
- أونتر ليوتنانت، 14 أغسطس 1872، التدريب الأساسي، الأكاديمية البحرية 1877 – 1878
- ليوتنانت 18 أكتوبر 1881 التدريب على الإبحار البحري، الأكاديمية البحرية 1878 – 1882
- كابيتان ليوتنانت 18 أكتوبر 1884 ضابط مسؤول، الحراقة المدرعة إس إم إس أولدنبيرغ 1886
- كابتن حراقة، 27 يناير 1889، قائد الطراد المحمي إس إم إس إيرين، 1889 – 1890، قائد السفينة الدفاعية الساحلية المدرعة إس إم إس بيوولف، 1892، قائد الحراقة المدرعة إس إم إس ساشين، 1892 – 1894، قائد بارجة ما قبل المدرعات إس إم إس فورت 1894 – 1895
- كونتر أدميرال، 15 سبتمبر 1895، قائد الفرقة الثانية وأسطول المعركة الأولى 1896 – 1897، قائد الفرقة الثانية لأسطول الطرادات، 1897 – 1899
- فيزي أدميرال 5 ديسمبر 1899، قائد أسطول الطرادات 1899 – 1900، قائد أسطول المعركة 1900 – 1903
- أميرال 13 سبتمبر 1901،[5] أميرال قائد البحرية في بحر البلطيق، 1903 – 1906، قائد أسطول أعالي البحار، 1906 – 1909
- غروس أدميرال 4 سبتمبر 1909، جنرال مفتش للبحرية الإمبراطورية، 1909 – 1918، قائد عام لأسطول البلطيق 1914 – 1918